# Lovrečan (żupania krapińsko-zagorska)
Lovrečan – wieś w Chorwacji, w żupanii krapińsko-zagorskiej, w gminie Zlatar-Bistrica. W 2011 roku liczyła 405 mieszkańców.